# Rissoa pompholyx
Rissoa pompholyx är en snäckart som beskrevs av Dall 1927. Rissoa pompholyx ingår i släktet Rissoa och familjen Rissoidae. Inga underarter finns listade i Catalogue of Life.